# Cebrio fiorii
Cebrio fiorii là một loài bọ cánh cứng trong họ Cebrionidae. Loài này được Leoni miêu tả khoa học năm 1906.